# Mark Brooke-Cowden
Mark Brooke-Cowden (Auckland, 12 de junio de 1963) es un exjugador neozelandés de rugby y rugby League que se desempeñaba como ala. Actualmente ejerce su profesión de asesor financiero.

## Carrera
Jugó en Auckland RFU, el club que dominó Nueva Zelanda en los años 80, desde su debut en 1984 hasta su retiro en 1987. Fue suplente de Michael Jones, Alan Whetton y Wayne Shelford pero a menudo es recordado su paso en Auckland RFU y considerado un talento perdido.
En 1986 se realizó la legendaria gira de los New Zealand Cavaliers y la sanción impuesta a los jugadores le resultó favorable al ser convocado para el combinado nacional.

## Selección nacional
Brooke-Cowden solo jugó tres partidos con los All Blacks y marcó dos tries (ocho puntos en aquel entonces). Su debut fue en junio de 1986 ante Les Bleus y su último partido fue frente a los Dragones rojos en semifinales de la Copa del Mundo de Nueva Zelanda 1987.

### Participaciones en Copas del Mundo
| Mundial                       | Sede          | Resultado | PJ | Tries |
| ----------------------------- | ------------- | --------- | -- | ----- |
| Copa Mundial de Rugby de 1987 | Nueva Zelanda | Campeón   | 1  | 1     |

## Palmarés
- Campeón de la ITM Cup de 1984, 1985 y 1987.

## Rugby League
Luego de la victoria en dicho Mundial, abandonó el rugby 15 para jugar rugby League profesionalmente marchándose a la Super League de Europa. Jugó allí hasta su retiro en 1994.